# Свиридов, Иван Николаевич
Ива́н Никола́евич Свири́дов (род. 28 июня 2002, Темиртау, Карагандинская область) — казахстанский футболист, нападающий клуба «Елимай» и сборной Казахстана.

## Клубная карьера
Воспитанник карагандинского футбола. Футбольную карьеру начинал в 2018 году в составе клуба «Астана М» во второй лиге. 24 мая 2021 года в матче против клуба «Тобол» Костанай дебютировал в казахстанской Премьер-лиге (0:3), выйдя на замену на 89-й минуте вместо Виталия Балашова. 2 июля 2021 года в матче против клуба «Астана» (3:4) забил свой дебютный мяч в казахстанской Премьер-лиге. 29 июля 2021 года дебютировал в Лиге Конференций в матче против румынского клуба «Стяуа».

## Карьера в сборной
7 сентября 2021 года дебютировал за молодёжную сборную Казахстана в матче против молодёжной сборной Дании (0:1).

## Достижения
«Шахтёр» Караганда
- Финалист Кубка Казахстана: 2021

## Статистика выступлений

### Клубная карьера
| Клуб             | Сезон            | Лига | Лига | Кубки | Кубки | Еврокубки | Еврокубки | Итого | Итого |
| Клуб             | Сезон            | Игры | Голы | Игры  | Голы  | Игры      | Голы      | Игры  | Голы  |
| ---------------- | ---------------- | ---- | ---- | ----- | ----- | --------- | --------- | ----- | ----- |
| Астана М         | 2018             | 8    | 0    | —     | —     | —         | —         | 8     | 0     |
| Астана М         | 2019             | 12   | 0    | —     | —     | —         | —         | 12    | 0     |
| Астана М         | Итого            | 20   | 0    | —     | —     | —         | —         | 20    | 0     |
| Шахтёр           | 2020             | 0    | 0    | —     | —     | —         | —         | 0     | 0     |
| Шахтёр           | 2021             | 5    | 1    | 4     | 0     | 1         | 0         | 10    | 1     |
| Шахтёр           | 2022             | 14   | 0    | 4     | 1     | —         | —         | 18    | 1     |
| Шахтёр           | 2023             | 23   | 7    | 3     | 2     | —         | —         | 26    | 9     |
| Шахтёр           | Итого            | 42   | 8    | 11    | 3     | 1         | 0         | 54    | 11    |
| → Шахтёр-Булат   | 2020             | 11   | 4    | —     | —     | —         | —         | 11    | 4     |
| → Шахтёр-Булат   | 2021             | 9    | 0    | —     | —     | —         | —         | 9     | 0     |
| → Шахтёр-Булат   | 2022             | 6    | 0    | —     | —     | —         | —         | 6     | 0     |
| → Шахтёр-Булат   | Итого            | 26   | 4    | —     | —     | —         | —         | 26    | 4     |
| → Шахтёр М       | 2021             | 2    | 0    | —     | —     | —         | —         | 2     | 0     |
| → Шахтёр М       | Итого            | 2    | 0    | —     | —     | —         | —         | 2     | 0     |
| Елимай           | 2024             | 24   | 4    | 9     | 2     | —         | —         | 33    | 6     |
| Елимай           | Итого            | 24   | 4    | 9     | 2     | —         | —         | 33    | 6     |
| Всего за карьеру | Всего за карьеру | 114  | 16   | 20    | 5     | 1         | 0         | 135   | 21    |

### Выступления за сборную
| Сборная   | Год   | Отборочные матчи ЧМ | Отборочные матчи ЧМ | Отборочные матчи ЧЕ | Отборочные матчи ЧЕ | Лига наций УЕФА | Лига наций УЕФА | Товарищеские матчи | Товарищеские матчи | Итого | Итого |
| Сборная   | Год   | Игры                | Голы                | Игры                | Голы                | Игры            | Голы            | Игры               | Голы               | Игры  | Голы  |
| --------- | ----- | ------------------- | ------------------- | ------------------- | ------------------- | --------------- | --------------- | ------------------ | ------------------ | ----- | ----- |
| Казахстан | 2023  | −                   | −                   | 1                   | 0                   | −               | −               | −                  | −                  | 1     | 0     |
| Казахстан | 2024  | −                   | −                   | −                   | −                   | −               | −               | 1                  | 0                  | 1     | 0     |
| Итого     | Итого | −                   | −                   | 1                   | 0                   | −               | −               | 1                  | 0                  | 2     | 0     |